# جزر تانيمبار

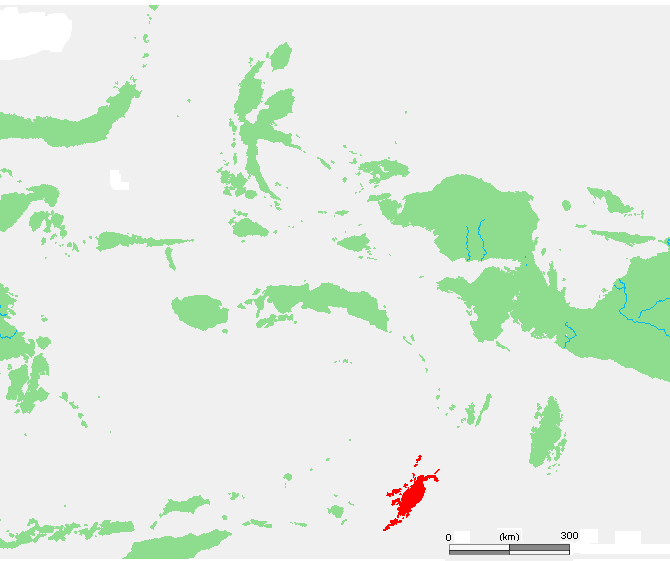
موقع جزر تانيمبار ضمن جزر الملوك، الجزر موضحة باللون الأحمر

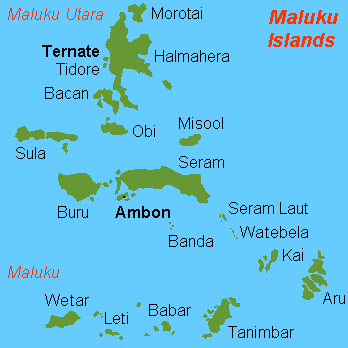
جزر تانيمبار ضمن جزر الملوك

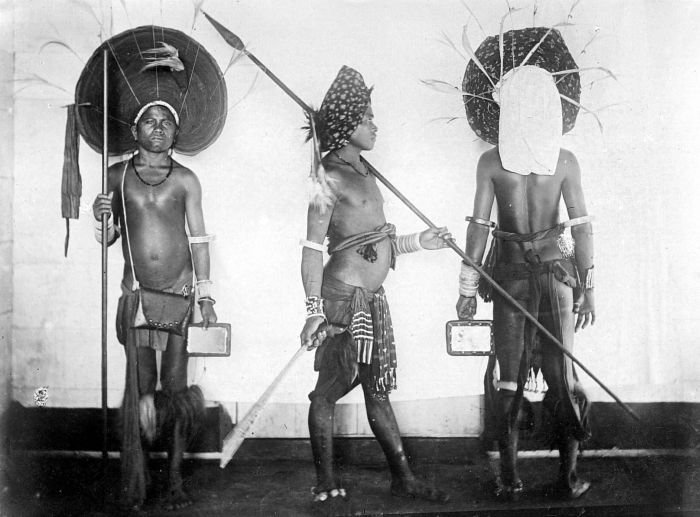
المحاربون التقليديون في الجزر

جزر تانيمبار هي مجموعة مكونة من 65 جزيرة وتقع ضمن مقاطعة مالوكو بإندونيسيا. وتشمل الجزر التالية:
- جزيرة فورداتا
- جزيرة لارات
- جزيرة مولو
- جزيرة مارو
- جزيرة موسوتار
- جزيرة سيلارو
- جزيرة سيلو
- جزيرة سيرا
- جزيرة ووتاب
- جزيرة ووليارو
- جزيرة يامدينا

تقع جزر آرو وجزر كاي في الشمال الشرقي من هذه المجموعة، أما جزيرة بابار وجزيرة تيمور فتقع غرباً. الجزر متفرقة بين بحر باندا وبحر آرافورا. المساحة الإجمالية للجزر هي 5440 كيلومتر مربع (2100 ميل مربع).
أكبر جزر الأرخبيل هي جزيرة يامدينا، وهي جزيرة تتميز بالتلال والأشجار الكثيفة على طول الساحل الشرقي، أما ساحلها الغربي هو أقل كثافة. ساوملاكي هي المدينة الرئيسية، وتقع على الطرف الجنوبي من يامدينا.

## السكان
يبلغ عدد السكان 61000 نسمة تقريباً، منهم 44000 من المسيحيين، و 17000 مسلم والديانات الأخرى.
جزيرة تانيمباركاي الصغيرة ليست جزءً من جزر تانيمبار، لكنها تنتمي بجزر كاي ويسكنها أقل من 1000 نسمة.